# Hejia (socken i Kina, Zhejiang)
Hejia (kinesiska: 何家, 何家乡) är en socken i Kina. Den ligger i provinsen Zhejiang, i den östra delen av landet, omkring 220 kilometer sydväst om provinshuvudstaden Hangzhou. Antalet invånare är 9438. Befolkningen består av 4 659 kvinnor och 4 779 män. Barn under 15 år utgör 17,0 %, vuxna 15-64 år 68 %, och äldre över 65 år 14,0 %.
Genomsnittlig årsnederbörd är 2 636 millimeter. Den regnigaste månaden är juni, med i genomsnitt 506 mm nederbörd, och den torraste är oktober, med 38 mm nederbörd.